# كأس بولندا 2016–17
كأس بولندا 2016–17 (بالبولندية: Puchar Polski w piłce nożnej)‏ هو الموسم 63 من كأس بولندا. أقيم خلال الفترة 16 يوليو 2016 وحتى 2 مايو 2017، وأشرف على تنظيمه اتحاد بولندا لكرة القدم، وكان عدد الأندية المشاركة فيه 68، وفاز فيه أركا غدينيا.